# NGC 5750
NGC 5750 هيَ مجرة حلزونية ضلعية ذات نواة مجرية نشطة، تتواجد في كوكبة العذراء.